# غیردوستانه: دارک وب
غیردوستانه: دارک وب (انگلیسی: Unfriended: Dark Web) یک فیلم ترسناک آمریکایی در سال ۲۰۱۸ است. در فیلم بازیگرانی از جمله کولین وودل، بتی گابریل و اندرو لیز به ایفای نقش می‌پردازند. این فیلم دنباله فیلم ۲۰۱۴ غیردوستانه است.